# Menhir von Bordastubble
Der Menhir von Bordastubble (auch Loch of Bordastubble Menhir, Menhir von Burn of Vinstrick oder Menhir von Lund genannt) ist der größte Menhir (englisch Standing stone) der schottischen Shetlandinseln. Er steht an einer Nebenstraße der A968 bei Underhoull im Süden der Insel Unst, der nördlichsten bewohnten Insel der Shetlands. Der Stein ist als Scheduled Monument denkmalgeschützt.
Der massive, unregelmäßig geformte, schräg stehende Stein ist etwa 3,6 Meter hoch. Er hat an seiner Basis einen Umfang von etwa 5,85 Meter und 1,2 Meter über dem Boden einem maximalen Umfang von etwa 6,6 Metern.
In der Nähe liegt der „Gunnister Stone“ (auch Hamarbeg genannt).